# Nat-skinnende hvid
Nat-skinnende hvid (Kinesisk: 唐 韓幹 照夜白圖 卷; Engelsk: Night-Shining White) er en manuskriptrulle af den kinesiske kunstner Han Gan, skabt i midten af det 8. århundrede (ca. 750). Det er et af de største hesteportrætter i kinesisk maleri. I øjeblikket befinder værket sig i Metropolitan Museum of Arts samling, hvortil tegningen blev givet i 1977.
Værket er et portræt af den hest "Nat-skinnende hvid", som kejser Xuanzong (regeringstid 712-56) af Tang-dynastiet brugte i krig. Han Gan blev i sin tid betragtet som en af de førende kunstnere i Kina. Han var berømt for i sine værker ikke kun at kunne vise udseendet af en hest, men også dens natur og karakter, og han havde også et dybt kendskab til hestes adfærd. De brændende øjne med store pupiller, blafrende næsebor og dansende hove på billedet var karakteristiske for billedet af en mytologisk fyrig hest. Han Gan hævdede i samtale med kejseren, at hestene i stalden var hans malerlærere. Efter ordre fra Xuanzong skabte Han Gan en serie "portrætter" af berømte heste.
Europæiske kunsthistorikere noterer sig ofte konventionaliteten af tegningerne af Han Gan og andre repræsentanter for kinesisk maleri og ser dette som en væsentlig forskel i kinesisk dyrebilleder fra værker, der viser dyr skabt af europæiske kunstnere. Dyrene afbildet i traditionel kinesisk maleri er normalt ikke så anatomisk præcise som dem, der findes i vestlige malerier. Trods maleriets enkelhed og konventionalitet mangler "Nat-skinnende hvid" ikke udtryk eller spiritualitet. I modsætning til naturalistiske billeder af heste fra den centralasiatiske race har hesten på "Nat-skinnende hvid" mindre realistiske proportioner: i figuren har hesten korte og meget tynde ben og en meget rund krop. Han Gan gav hesten menneskelige træk, dens pinefulde øjne vendes mod beskueren og synes at appellere om medfølelse og hjælp. Bindingen til stolpen og hestens følelsesmæssige udseende repræsenterer et andet aspekt, den triste side af livet ved kejserens hof.
Mange af kunstnerens originale værker er ikke bevaret, men er ofte kopieret af malere i efterfølgende århundreder. Mange segl og underskrifter fra tidligere samlere bekræfter ophavet til værket til Han Gan. I dette tilfælde er der ingen signaturer eller segl af kunstneren selv. De mange segl og påskrifter, der er tilføjet selve maleriet og dets kant af senere ejere og eksperter, er et kendetegn hos kinesiske kunstsamlinger og kendere.